# Amphoe Khlong Hoi Khong
Amphoe Khlong Hoi Khong (thailändisch อำเภอ คลองหอยโข่ง) ist ein  Landkreis (Amphoe – Verwaltungs-Distrikt) in der Provinz Songkhla. Die Provinz Songkhla liegt in der Südregion von Thailand an der Küste zum Golf von Thailand.

## Geographie
Benachbarte Distrikte und Gebiete (von Norden im Uhrzeigersinn): die Amphoe Hat Yai und Sadao in der Provinz Songkhla sowie Amphoe Khuan Kalong in der Provinz Satun.

## Geschichte
Khlong Hoi Khong wurde am 1. April 1992 zunächst als Unterbezirk (King Amphoe) eingerichtet, indem die drei Tambon Khlong Hoi Khong, Khok Muang und Thung Lan vom Amphoe Hat Yai abgetrennt wurden. 
Am 11.  Oktober 1997 wurde Khlong Hoi Khong zum Amphoe heraufgestuft.

## Verkehr
In Amphoe Khlong Hoi Khlong befindet sich der internationale Flughafen Hat Yai.

## Verwaltung

### Provinzverwaltung
Amphoe Khlong Hoi Khong ist in vier Unterbezirke (Tambon) eingeteilt, welche weiter in 32 Dorfgemeinschaften (Muban) unterteilt sind.
| Nr. | Name             | Thai       | Muban | Einw. |
| --- | ---------------- | ---------- | ----- | ----- |
| 1.  | Khlong Hoi Khong | คลองหอยโข่ง | 7     | 6.225 |
| 2.  | Thung Lan        | ทุ่งลาน      | 9     | 6.779 |
| 3.  | Khok Muang       | โคกม่วง     | 9     | 7.403 |
| 4.  | Khlong La        | คลองหลา    | 7     | 5.099 |

### Lokalverwaltung
Es gibt zwei Kleinstädte (Thesaban Tambon) im Landkreis:
- Thung Lan (เทศบาลตำบลทุ่งลาน) umfasst den ganzen Tambon Thung Lan.
- Khok Muang (เทศบาลตำบลโคกม่วง) besteht aus dem gesamten Tambon Khok Muang.

Die beiden Tambon Khlong Hoi Khong und Khlong La werden jeweils von einer „Tambon-Verwaltungsorganisationen“ (TAO, องค์การบริหารส่วนตำบล) verwaltet.